# کوشکوه
کوشکوه، روستایی از توابع بخش رحیم‌آباد در استان گیلان ایران است.

## جمعیت
این روستا در دهستان رحیم آباد قرار دارد و براساس سرشماری مرکز آمار ایران در سال ۱۳۸۵، جمعیت آن ۷۱۶ نفر (۱۸۷خانوار) بوده‌است. شغل مردم این روستا کشاورزی و مقداری هم دامداری خانگی است. چای، مرکبات و برنج اصلیترین محصول آنان است.